# Jean Chalopin (homme politique)
Pour les articles homonymes, voir Jean Chalopin et Chalopin.
Jean Chalopin, né le 7 août 1920 à Saint-Claude (Jura) et mort le 25 février 2008 à Trélazé (Maine-et-Loire), est un homme politique français.

## Biographie
Il était membre de l'Union pour la nouvelle République puis de l'Union des démocrates pour la République.
Médecin de profession, il s'engage pendant la guerre dans le maquis, en Ardèche et dans la Drôme.
Il fut ensuite régulièrement élu comme suppléant du député de la deuxième circonscription de Maine-et-Loire, Jean Foyer, et siégea à deux reprises à l'Assemblée nationale à la suite des nominations de Jean Foyer aux gouvernements de Georges Pompidou en 1962 et de Pierre Messmer en 1972.
Maire de Chemillé entre 1963 et 1976, il était également conseiller général de Maine-et-Loire, et vice-président de l'assemblée départementale, où il s'occupait notamment des affaires sociales.